# Малогородьковский сельсовет
Малогородько́вский сельсовет — муниципальное образование со статусом сельского поселения в Конышёвском районе Курской области Российской Федерации.
Административный центр — село Малое Городьково.

## История
Статус и границы сельсовета установлены Законом Курской области от 21 октября 2004 года № 48-ЗКО «О муниципальных образованиях Курской области».
Законом Курской области от 26 апреля 2010 года № 26-ЗКО в состав сельсовета включены населённые пункты упразднённого Глазовского сельсовета.

## Население
| 2002 | 2010 | 2012 | 2013 | 2014 | 2015 | 2016 |
| ---- | ---- | ---- | ---- | ---- | ---- | ---- |
| 440  | ↗581 | ↘555 | ↘526 | ↘504 | ↘489 | ↘473 |
| 2017 | 2018 | 2019 | 2020 | 2021 |      |      |
| ↘472 | ↘456 | ↘422 | ↘396 | ↗488 |      |      |

## Состав сельского поселения
| №  | Населённый пункт   | Тип населённого пункта       | Население |
| -- | ------------------ | ---------------------------- | --------- |
| 1  | Березовец          | хутор                        | ↘13       |
| 2  | Большое Городьково | деревня                      | ↘63       |
| 3  | Верхняя Вабля      | деревня                      | ↘6        |
| 4  | Глазово            | село                         | ↘133      |
| 5  | Клесово            | деревня                      | ↘9        |
| 6  | Лисицын            | хутор                        | ↘0        |
| 7  | Макеев             | хутор                        | ↘4        |
| 8  | Малое Городьково   | село, административный центр | ↘205      |
| 9  | Нижняя Вабля       | деревня                      | ↘68       |
| 10 | Озеровка           | деревня                      | ↘29       |
| 11 | Павловка           | деревня                      | ↘19       |
| 12 | Пучков             | хутор                        | →0        |
| 13 | Юрьевка            | село                         | ↘16       |
| 14 | Яковлево           | деревня                      | ↘16       |